# Oxira dannehli
Oxira dannehli là một loài bướm đêm trong họ Noctuidae.